# 을
을(乙)은 천간의 둘째이다. 오행에서는 목(木)에 속하며, 음양에서는 음(陰)에 해당한다.

## 을을 포함한 간지
- 을축
- 을해
- 을유
- 을미
- 을사
- 을묘